# 한국콘협회
한국콘협회는 옥수수 가공제품 원료의 안정적 확보 및 공급, 우수 옥수수 제품의 연구·개발과 생산·공급, 해외진추 및 제품의 다변화를 위한 국제교류를 목적으로 2006년 12월 12일 설립된 대한민국 농림수산식품부 소관의 사단법인이다. 사무실은 서울특별시 서초구 양재동 223번지, 양곡도매시장 312호에 있다.

## 주요 사업
- 옥수수 가공제품 생산원료의 안정적 확보 및 공급사업
- 수입 옥수수 관세추천 업무지원
- 회원 상호간의 친목 도모와 복리증진 사업
- 기타 한국콘협회의 목적달성에 필요하다고 인정되는 사업